# Tanaoa
Tanaoa is een geslacht van kreeftachtigen uit de klasse van de Malacostraca (hogere kreeftachtigen).

## Soorten
- Tanaoa distinctus (Rathbun, 1894)
- Tanaoa granulatus (Miers, 1885)
- Tanaoa granulosa (Alcock & Anderson, 1894)
- Tanaoa nanus Galil, 2003
- Tanaoa pustulosus (Wood-Mason, in Wood-Mason & Alcock, 1891)
- Tanaoa serenei (Richer de Forges, 1983)
- Tanaoa speciosus (Chen, 1989)